# Рашаант
Рашаант (монг. Рашаант) — сомон аймака Булган, Монголия.
Центр сомона — усадьба Улаан шивээт находится в 190 километрах от города Булган и в 270 километрах от столицы страны — Улан-Батора.
Развита сфера обслуживания, имеются дома отдыха, школа и больница.

## География
Есть горы Салхит овоо, Рашаант (1971 метров). На западе сомона простираются долины Жаргалант и Тарна. Водятся волки, лисы, корсаки, тарбаганы, зайцы, косули и др.
Климат резко континентальный. Средняя температура января −19°С, июля +18°С. Годовая норма осадков составляет 250—300 мм.
Имеются запасы железной руды, известняка, строительного сырья.